# ポロナイスク
座標: 北緯49度13分00秒 東経143度07分00秒 / 北緯49.216667度 東経143.116667度

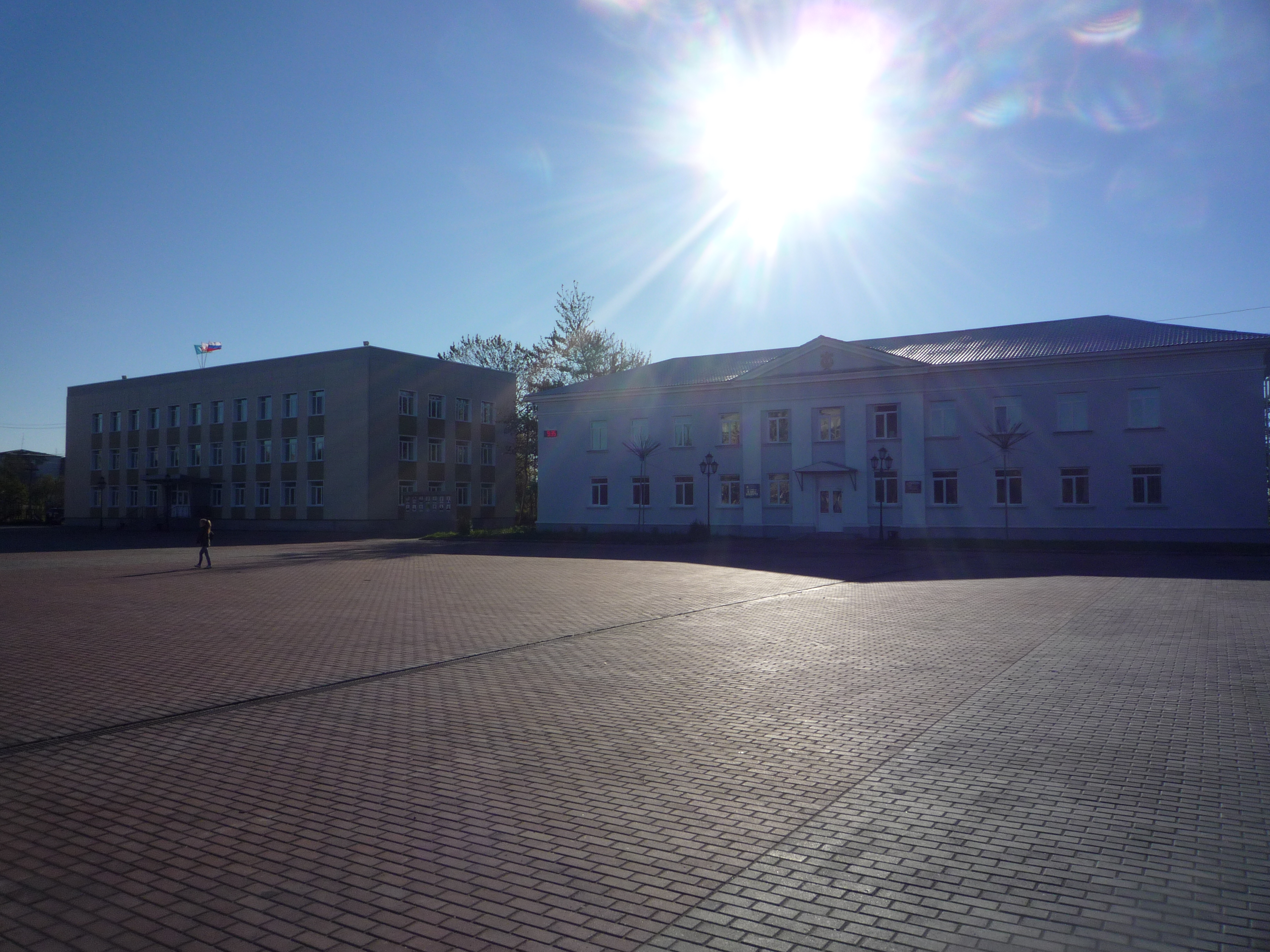
市役所

ポロナイスク（ロシア語：Поронайск、パラナーイスク）は、サハリン中南部のテルペニア湾に面した都市。ロシア連邦サハリン州に属する。
日本統治時代 (1905年 – 1945年) の敷香町にあたる。日本統治時代の詳細についてはそちらを参照のこと。

## 概要
ポロナイスクは、サハリン中南部の東岸に位置し、テルペニア湾に注ぐポロナイ川の河口付近に開けた都市である。ユジノサハリンスクから北へ約288キロメートル、北緯49.216667度、東経143.116667度に位置する。ポロナイスク地区の行政上の中心地である。人口は、15,251人 (2014年推計) 。
1869年、ロシアが、この地域のニヴフ民族、アイヌ民族が暮らす集落（オタス）に隣接して、チフムネフスキー監視所 (露： пост Тихменевский) を建設したのが、この町の始まりである。1905年、ポーツマス条約により南樺太が日本に割譲されると、「敷香」という名前に改称された。1945年、ソ連に占領された後、ポロナイ川にちなんで「ポロナイスク」に改名された。1972年、北海道北見市と提携を結び、その友好都市となった。
NHKラジオ第2放送の気象通報でも以前は「敷香」と呼ばれていたが、現在は「ポロナイスク」となった。テルペニヤ湾（多来加湾）に面しており、街の東の原野にネフスコエ湖 (Озеро Невское) （多来加湖）がある。日本領有下においては国境に位置したことから軍事上重要な地域とみなされており、現在も旧国境付近に築かれたトーチカ等を初めとする戦争遺跡が各地に見られる。
なお、「ポロナイスク」の「ポロナイ」はアイヌ語由来によるもので、日本にある地名「幌内」とほぼ同じ意味である。
日本統治時代の敷香は横綱大鵬の出身地でもあり、2014年には市内に銅像が建てられた。

### 交通
ノグリキ駅、ユジノサハリンスク駅からは2往復の特急列車が運転されており、どちらも停車する。また、ユジノサハリンスクのバスターミナルからは502番バス、ノグリキからは531番バス、そしてティモフスコエやアレクサンドロフスク・サハリンスキーからは504番バスでアクセス可能。
2021年12月にはポロナイスク郊外（レオニードヴォ村）に飛行場が開設され、ユジノサハリンスク空港との直行便が週2往復（木曜日・日曜日）設定されている。搭乗手続きはポロナイスク駅で行う。

## 気候
気象庁発表の気象通報の観測点となっている。冬季は非常に寒冷。ケッペンの気候区分では亜寒帯湿潤気候または亜寒帯気候（Dfc）に該当する。
| ポロナイスク (1991-2020)の気候            | ポロナイスク (1991-2020)の気候 | ポロナイスク (1991-2020)の気候 | ポロナイスク (1991-2020)の気候 | ポロナイスク (1991-2020)の気候 | ポロナイスク (1991-2020)の気候 | ポロナイスク (1991-2020)の気候 | ポロナイスク (1991-2020)の気候 | ポロナイスク (1991-2020)の気候 | ポロナイスク (1991-2020)の気候 | ポロナイスク (1991-2020)の気候 | ポロナイスク (1991-2020)の気候 | ポロナイスク (1991-2020)の気候 | ポロナイスク (1991-2020)の気候 |
| 月                                        | 1月                            | 2月                            | 3月                            | 4月                            | 5月                            | 6月                            | 7月                            | 8月                            | 9月                            | 10月                           | 11月                           | 12月                           | 年                             |
| ----------------------------------------- | ------------------------------ | ------------------------------ | ------------------------------ | ------------------------------ | ------------------------------ | ------------------------------ | ------------------------------ | ------------------------------ | ------------------------------ | ------------------------------ | ------------------------------ | ------------------------------ | ------------------------------ |
| 最高気温記録 °C （°F）                    | 2.0 (35.6)                     | 5.0 (41)                       | 12.0 (53.6)                    | 19.8 (67.6)                    | 33.5 (92.3)                    | 33.9 (93)                      | 35.3 (95.5)                    | 35.0 (95)                      | 30.1 (86.2)                    | 23.5 (74.3)                    | 16.1 (61)                      | 8.4 (47.1)                     | 35.3 (95.5)                    |
| 平均最高気温 °C （°F）                    | −9.6 (14.7)                    | −7.7 (18.1)                    | −2.1 (28.2)                    | 3.6 (38.5)                     | 9.1 (48.4)                     | 13.7 (56.7)                    | 17.0 (62.6)                    | 19.3 (66.7)                    | 17.0 (62.6)                    | 10.2 (50.4)                    | 0.6 (33.1)                     | −7.8 (18)                      | 5.3 (41.5)                     |
| 日平均気温 °C （°F）                      | −14.9 (5.2)                    | −13.6 (7.5)                    | −6.8 (19.8)                    | 0.1 (32.2)                     | 5.0 (41)                       | 9.9 (49.8)                     | 13.9 (57)                      | 15.8 (60.4)                    | 12.3 (54.1)                    | 5.4 (41.7)                     | −4.0 (24.8)                    | −12.9 (8.8)                    | 0.9 (33.6)                     |
| 平均最低気温 °C （°F）                    | −20.4 (−4.7)                   | −20.2 (−4.4)                   | −12.4 (9.7)                    | −3.3 (26.1)                    | 1.8 (35.2)                     | 6.9 (44.4)                     | 11.5 (52.7)                    | 12.7 (54.9)                    | 7.8 (46)                       | 0.7 (33.3)                     | −8.5 (16.7)                    | −18.1 (−0.6)                   | −3.5 (25.7)                    |
| 最低気温記録 °C （°F）                    | −39.8 (−39.6)                  | −39.1 (−38.4)                  | −34.2 (−29.6)                  | −23.5 (−10.3)                  | −8.1 (17.4)                    | −2.5 (27.5)                    | 0.3 (32.5)                     | 1.5 (34.7)                     | −3.3 (26.1)                    | −13.2 (8.2)                    | −29.8 (−21.6)                  | −36.7 (−34.1)                  | −39.8 (−39.6)                  |
| 降水量 mm （inch）                        | 31.2 (1.228)                   | 23.3 (0.917)                   | 44.1 (1.736)                   | 60.0 (2.362)                   | 72.7 (2.862)                   | 69.1 (2.72)                    | 86.4 (3.402)                   | 101.9 (4.012)                  | 105.1 (4.138)                  | 101.9 (4.012)                  | 53.8 (2.118)                   | 41.7 (1.642)                   | 791.2 (31.149)                 |
| 出典1：Global Bioclimatics                |                                |                                |                                |                                |                                |                                |                                |                                |                                |                                |                                |                                |                                |
| 出典2：Poronaysk, Russia (sunshine hours) |                                |                                |                                |                                |                                |                                |                                |                                |                                |                                |                                |                                |                                |

## 友好都市
- 北海道北見市（1972年8月13日締結）[3]